# Heinrich Ringerink

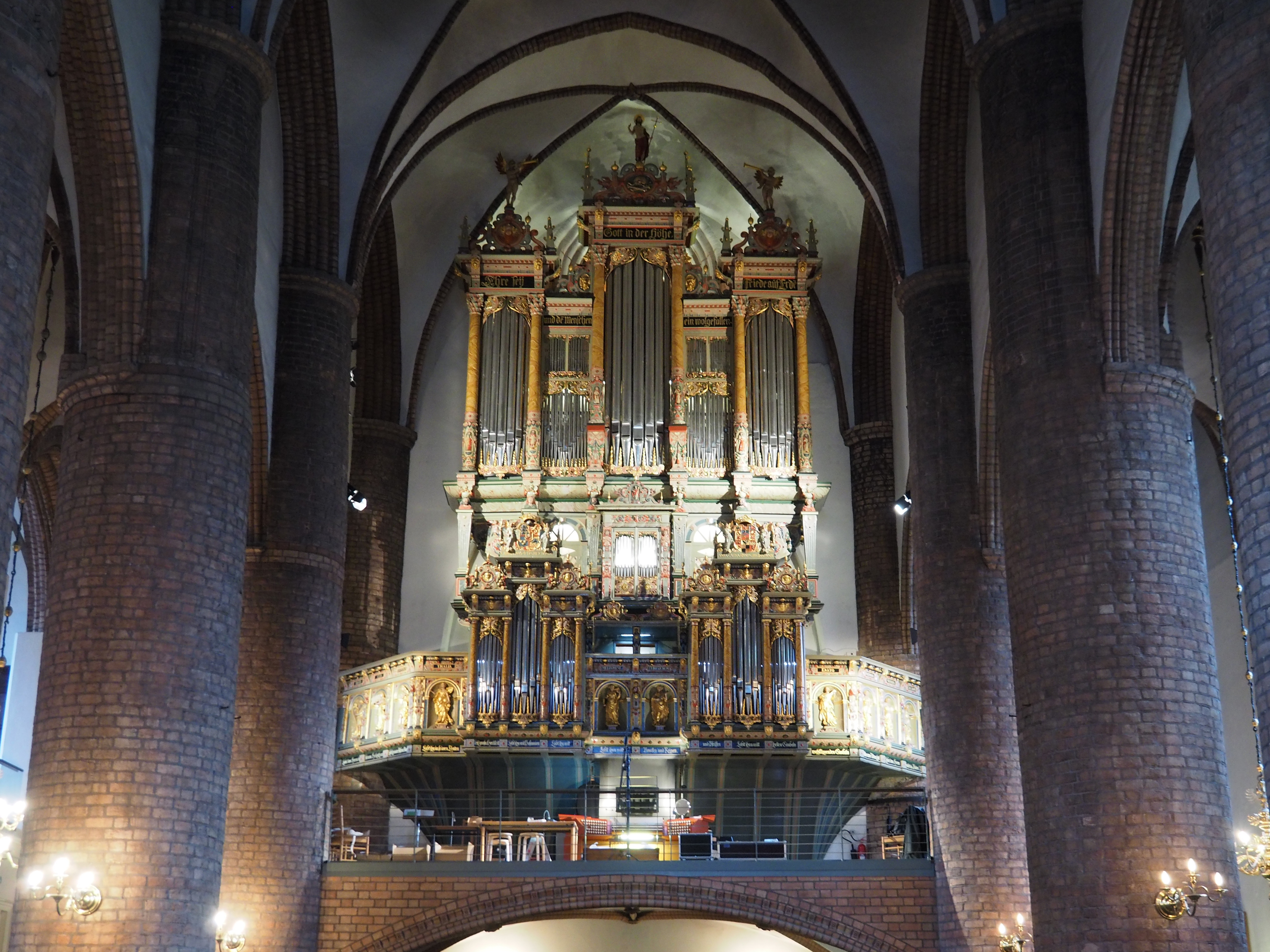
Orgelprospekt von Heinrich Ringerink in der Nikolaikirche Flensburg

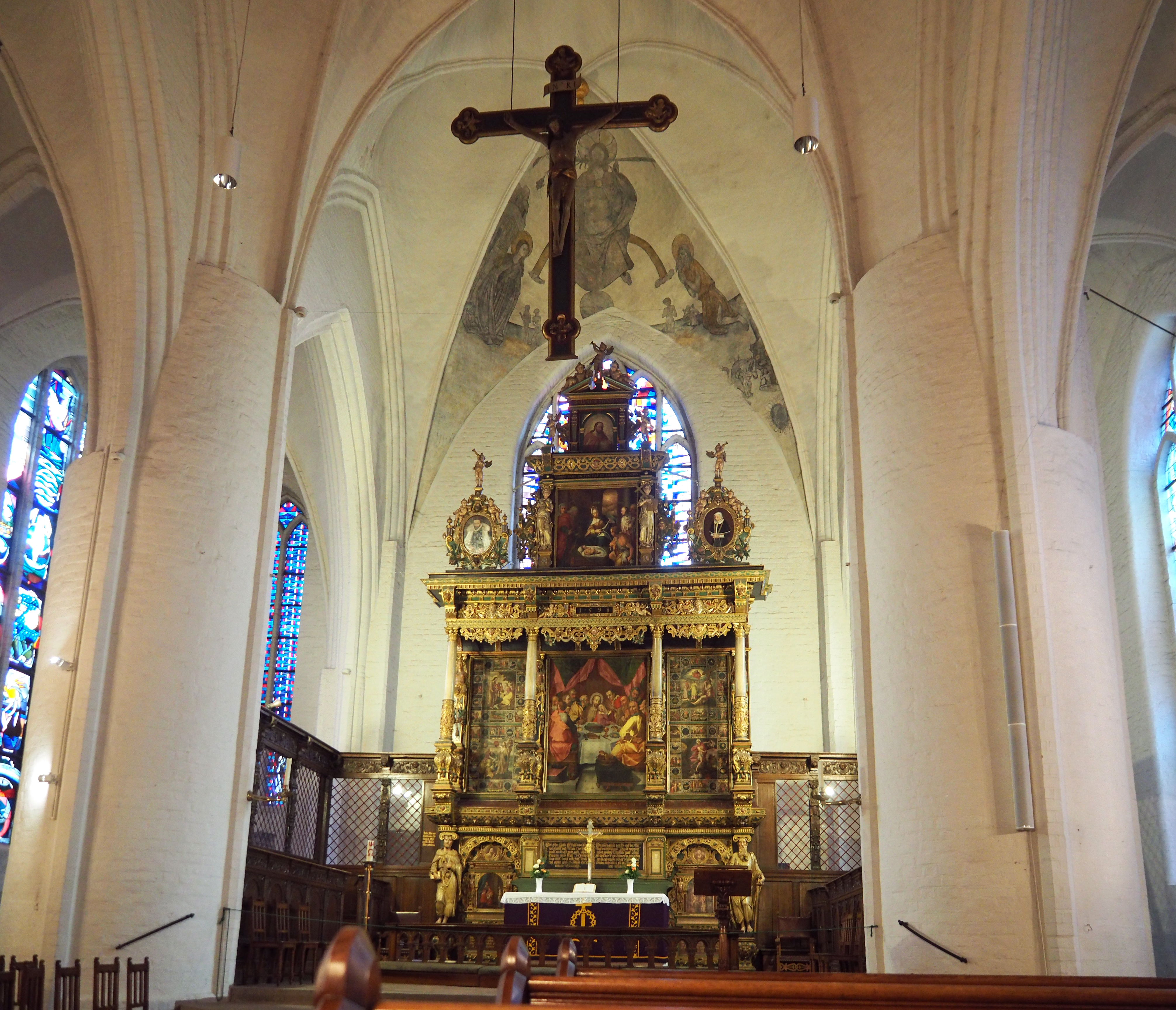
Renaissance-Hochaltar (1598)

Heinrich Ringerink, auch Ringeling, Ringeringk oder Ringerinck (* vor 1583; † 1629 in Kopenhagen), war ein norddeutscher Kunsthandwerker und Bildhauer der Hoch- und Spätrenaissance. Seine Werke sind in zahlreichen Kirchen des früheren Herzogtums Schleswig zu finden.

## Biographie
Heinrich Ringerink arbeitete mehr als 40 Jahre in Flensburg. Ab 1583 wurde er dort als Steinmetz und in den Jahren 1588 und 1589 als Steinmetz und Zimmermann erwähnt. Später finden sich Einträge als Bildhauer. Er leitete um 1600 dort eine Bildschnitzerwerkstatt, die damals als bedeutendste Werkstatt in Norddeutschland galt. So wurde er teilweise schlicht „Hinrich Bildschneider“ genannt. Sein Nachname könnte ein Hinweis dafür sein, dass er seine Ausbildung in Westfalen erhielt oder von dort nach Flensburg einwanderte.
1615 erwarb er ein Haus im Marienkirchspiel Ramsharde. 1627 verließ er „angesichts der Kriegswirren die Stadt und begab sich nach Kopenhagen.“ Möglicherweise hatte er in Flensburg in der Werkstatt des Johan von Bremen als Geselle gearbeitet, dem die Apostelfiguren am Flensburger St.-Marien-Altar zugeschrieben werden. Überliefert ist, dass Ringerink 1597 als Meister in der Flensburger Schnitkerzunft aufgenommen wurde und 1629 in Kopenhagen verstorben ist.
Neben Möbeln, Särgen, Altären, Taufen und Epitaphien fertigte er vor allem Kanzeln an. Sie gelten als Beispiele einer Renaissance-Schnitzkunst von hoher Qualität. Seine beiden Hauptwerke sind der Altar der Flensburger Marienkirche von 1598, den er in enger Zusammenarbeit mit dem Maler und Vergolder Johan II. van Enum schuf, und der prächtige Orgelprospekt der Flensburger Nikolaikirche aus den Jahren 1604–1609. Ringerink prägte viele Bildschnitzer, die nach seinem Tod in seinem Stil weiterarbeiteten.
Familie
Ringerink war verheiratet. Er hatte mindestens einen Sohn Gert Ringerinck (1629–1658), der als Bildschneider arbeitete. Er war sein ältester Sohn. Seine Ehefrau starb wie er selbst 1629 in Kopenhagen.
Es gab in Flensburg noch einen Johan Ringeling (Ringerinck), der in den Jahren 1637 bis 1660 dort tätig war, sowie einen Steinbildhauer Peter Ringering (* 1612 in Holstein; † 1650 in Danzig), die möglicherweise mit ihm verwandt waren.

## Kanzeln von Heinrich Ringerink und seinem Kreis

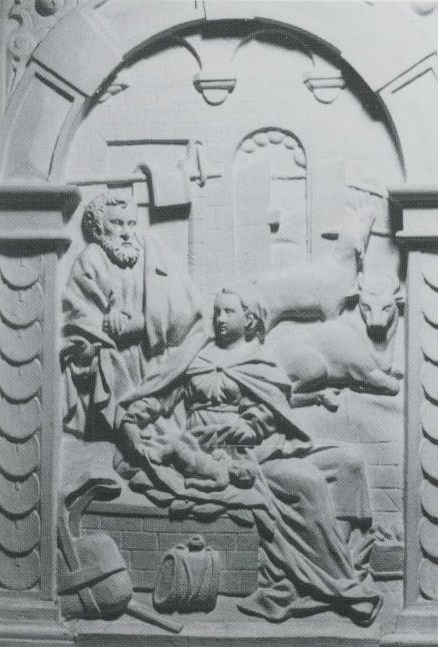
Bildtafel an der Kanzel in der Grundhofer Kirche. Darstellung der Geburt Christi

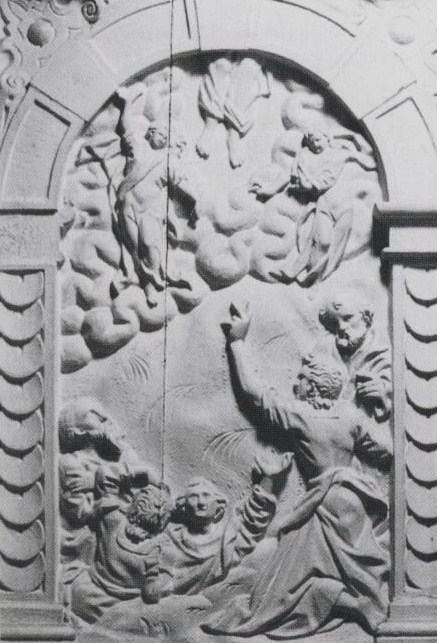
Bildtafel an der Kanzel in der Grundhofer Kirche. Darstellung der Himmelfahrt

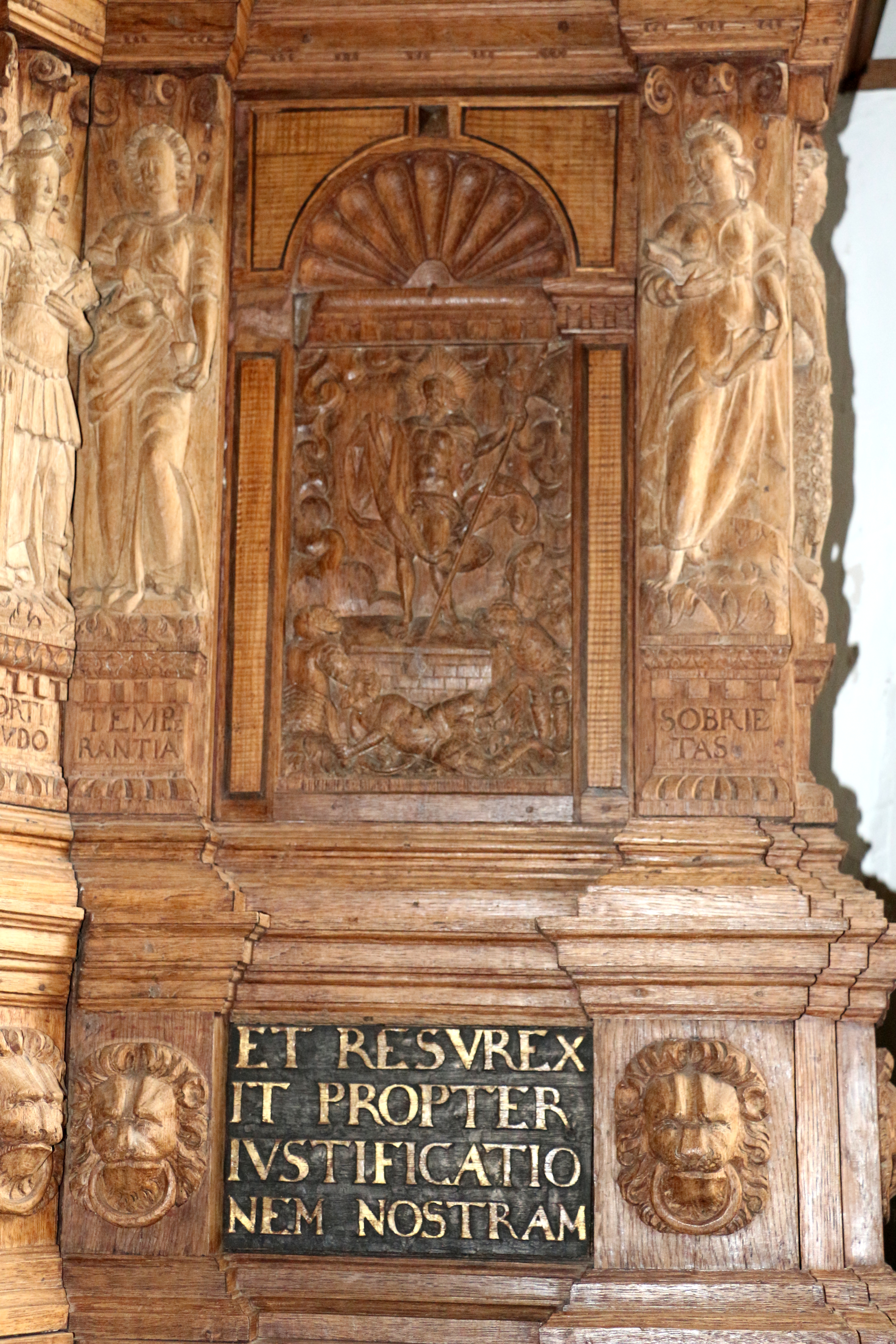
Bildtafel an der Kanzel in Oeversee. Darstellung der Auferstehung

In dem Jahrhundert nach der Reformation bekam die Predigt eine immer größere Bedeutung für die evangelischen Gottesdienste. In vielen Kirchengebäuden wurden daher um 1600 als Zeichen der Wertschätzung sehr aufwendige Kanzeln angeschafft.
Alle Ringerink-Kanzeln wurden aus Eichenholz geschnitzt und ursprünglich als Hängekanzeln konzipiert.
Charakteristisch sind jeweils die eingelassenen szenischen Reliefs. Da sich die Motive wiederholen und die Szenen auf die gleiche graphische Vorlage zurückzuführen sind, können die Ringerink-Kanzeln, wie auch die seiner Schüler und Gesellen leicht identifiziert werden.
Man unterscheidet drei Gruppen von Kanzeln:
- Die Kanzeln des „Ostflensburger Typs“ werden durch Akanthuspilaster als auffälliges gemeinsames Merkmal gekennzeichnet. Ein besonderes Merkmal sind im (Dreiviertel-)Profil gezeigte Reliefs von Männern und Frauen in verschiedenen Zeittrachten im Gebälk, die als Ständeordnung angesehen werden. Die Kanzeln des Ostflensburger Typs stellen innerhalb des Werks des Heinrich Ringerink die älteste Gruppe dar (1599–1615) Das älteste Beispiel dieses Typs stammt jedoch nicht von Ringerink selbst, sondern von Johan von Bremen.
- Die Kanzeln des „Westflensburger Kanzeltyps“ besitzen eine Grundrissform, der sechs- oder siebenseitigen hängenden Emporenkanzel. Sie zeichnen sich durch eine vertikale Trennung der Kanzelfelder durch Apostel unter Baldachinen aus. Die Kanzeln des Westflensburger Typs werden auch noch in der Zeit nach Ringerink von Nils Tagsen und Jorgen Ringnis hergestellt.
- Der Aufriss der Kanzeln des „Angler Typs“ wird von Hermespilastern oder Karyatiden gegliedert, die von Hans Vredeman de Vries direkt übernommen wurden. An den Angler Typ lehnen sich die Kanzeln der sogenannten Angeliterwerkstatt an.

Folgende Szenen sind auf den Kanzeln Heinrich Ringerinks dargestellt:
- Der Sündenfall: Ist in zwei Varianten zu finden. Vorlage von Jan Saenredam.
- Die Verkündigung: Vorlage von Egidius Sadeler d. Ä. Ist auf allen Ringerink-Kanzeln zu finden.
- Die Geburt Christi: Vorlage von Egidius Sadeler d. Ä. Ist auf allen Ringerink-Kanzeln zu finden.
- Die Anbetung der Heiligen drei Könige: Vorlage von Egidius Sadeler d. Ä.
- Die Taufe Jesu: Vorlage von Crispin de Passe d. Ä.
- Die Kreuzigung: Vorlage von Hendrick Goltzius. Ist auf allen Ringerink-Kanzeln zu finden.
- Die Grablegung. Ist nur in Grundhof zu finden.
- Die Auferstehung: Vorlage von Albrecht Dürer. Ist auf allen Ringerink-Kanzeln zu finden.
- Die Himmelfahrt
- Das Jüngste Gericht: Vorlage von Egidius Sadeler d. Ä. Nur in Nieblum.

### Alphabetische Liste der Kanzeln von Heinrich Ringerink und seinem Kreis

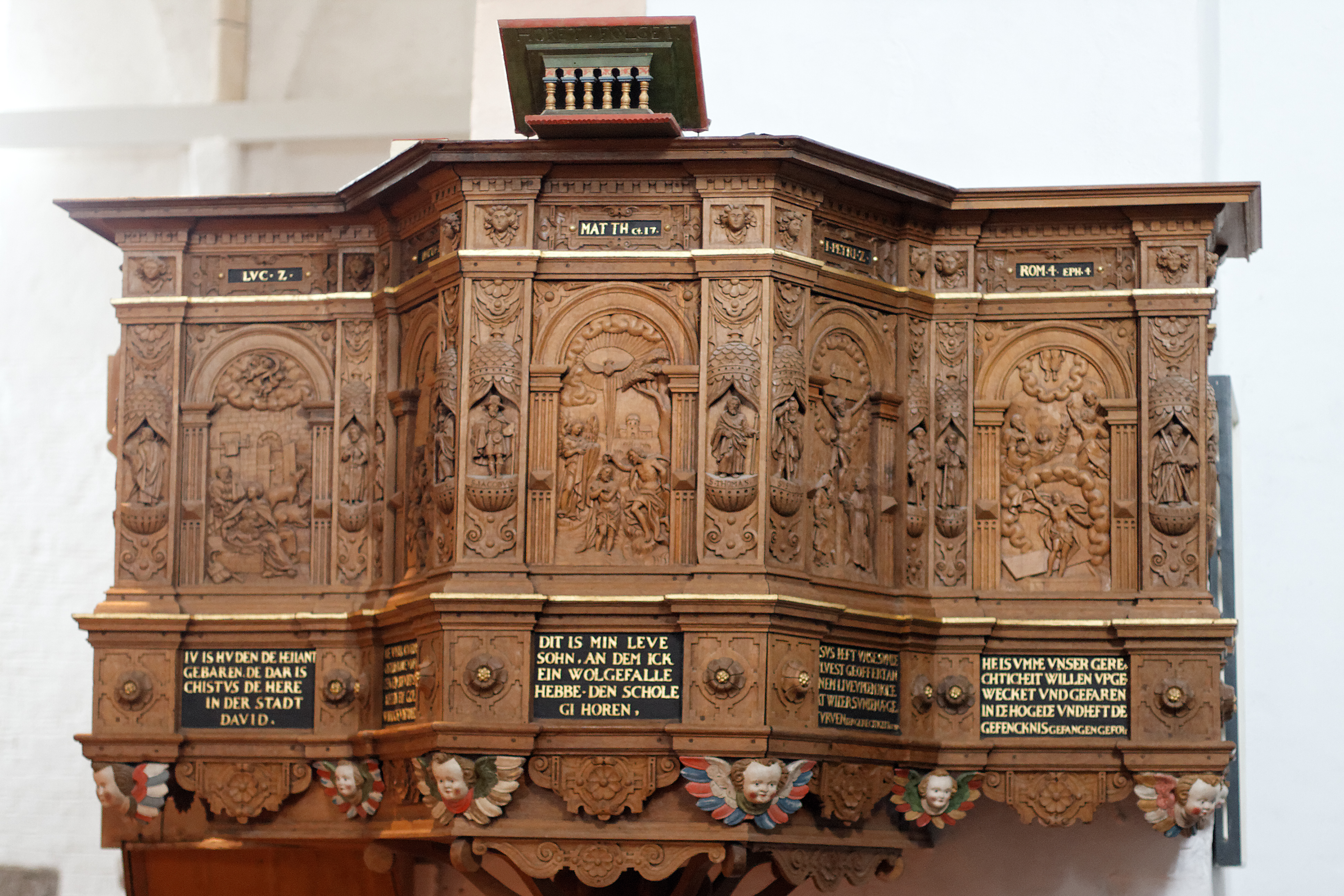
Kanzel aus St. Johannis (Nieblum/Föhr)

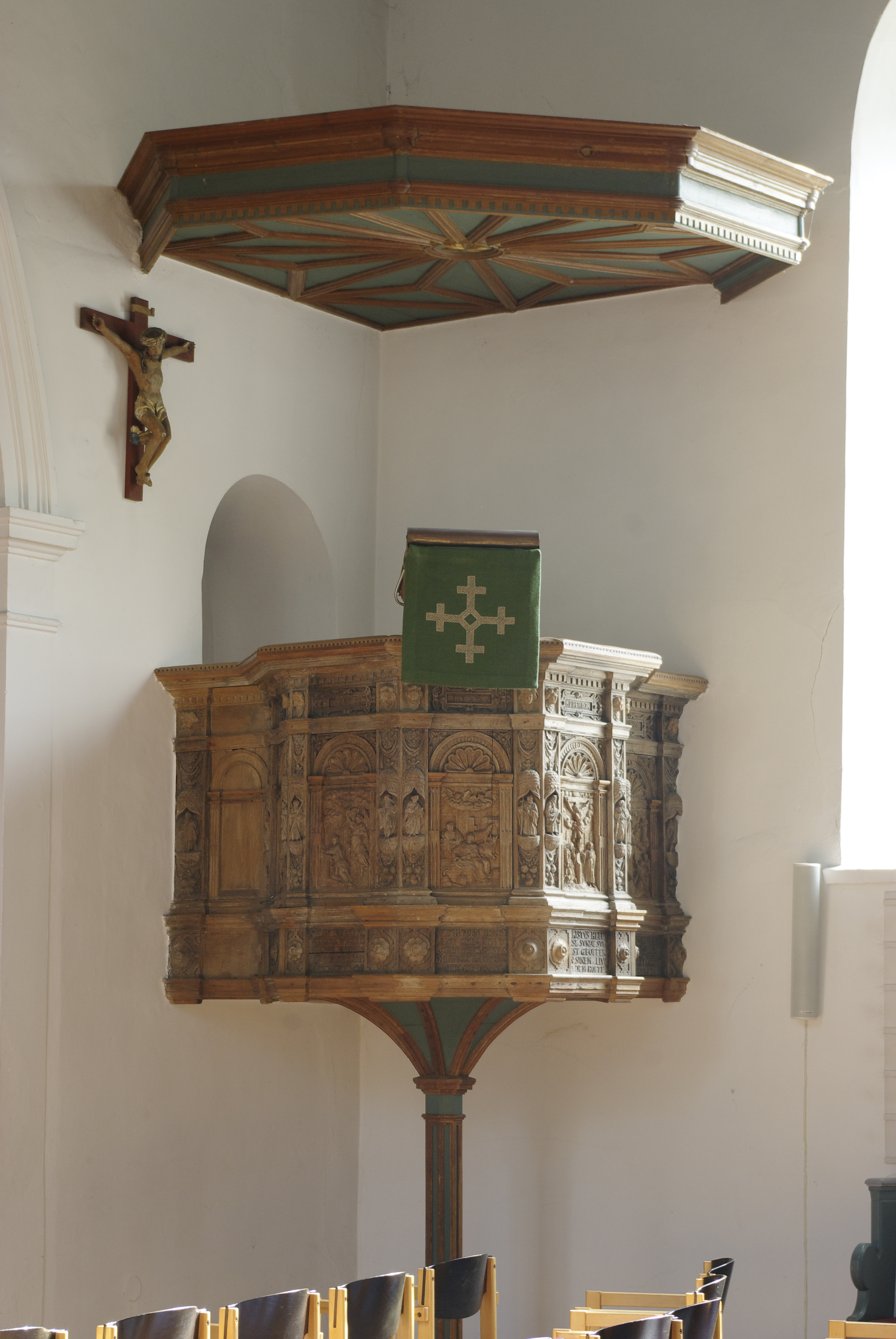
Kanzel aus Friedrichstadt St. Christopherus

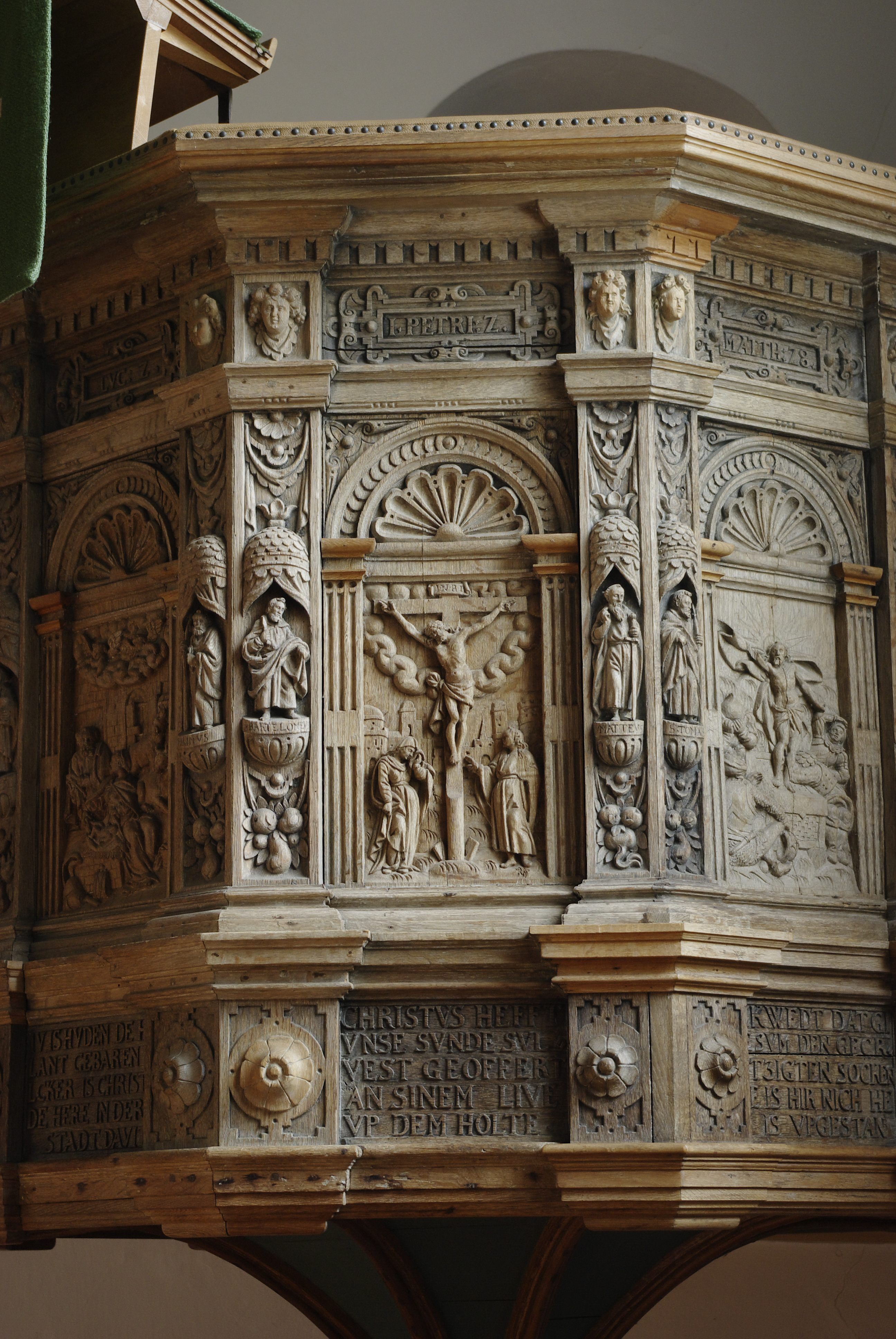
Kanzel aus Friedrichstadt, Westflensburger Typ

- Apenrade, St. Nicolai, Schalldeckel um 1626, Heinrich Ringerink Werkstatt
- Böel, um 1615/1620, Ringerink-Werkstatt / Angeliterwerkstatt ? – Angler Typ

- Bov, um 1626, Heinrich Ringerink Zuschreibung – Westflensburger Typ
- Broager, um 1591, unbekannter Schüler – Ostflensburger Typ
- Drelsdorf, um 1600/1610, unbekannter Schüler
- Dybbøl, von 1605, von Heinrich Ringerink
- Egen, 1610/1615, Heinrich Ringerink / Werkstatt – Ostflensburger Typ
- Eggebek, 1605/1615, Heinrich Ringerink, Zuschreibung – Ostflensburger Typ
- Flensburg, Johanniskirche, 1587, Johan von Bremen – Angler Typ
- Flensburg, St. Jürgen, 1602, Heinrich Ringerink, Zuschreibung – Westflensburger Typ
- Flensburg St. Nikolai, Kanzeltür, 1595/1600, Heinrich Ringerink, Zuschreibung
- Friedrichstadt, ev. St.-Christophorus-Kirche, 1610/1620, Heinrich Ringerink, Zuschreibung – Westflensburger Typ
- Großsolt, 1614, Angeliterwerkstatt, Zuschreibung – Angler Typ
- Grundhof, Marienkirche, 1606, Heinrich Ringerink / Nils Tagsen, Zuschreibung – Angler Typ
- Hooge, 1610/1620, Heinrich Ringerink, Zuschreibung – Westflensburger Typ
- Kliplev, 1610, Henrich Bildesnider to Flensborg – Westflensburger Typ
- Klixbüll, St. Nikolaus, 1618, Heinrich Ringerink, Zuschreibung – Westflensburger Typ
- Munkbrarup, 1596–1604, Heinrich Ringerink Werkstatt, Meister der Angeliterwerkstatt – Ostflensburger Typ
- Neukirchen in Angeln, um 1620, Nils Tagsen, Sonderburg, Schüler des Heinrich Ringerink, Zuschreibung
- Nieblum/Föhr, Heinrich Ringerink und Werkstatt – Westflensburger Typ
- Nordborg, Jörgen Ringnis, Schüler des Heinrich Ringerink
- Nybøl auf Sundeved, 1608, Heinrich Ringerink, Zuschreibung – Ostflensburger Typ
- Oeversee, Meister der Angeliterwerkstatt, Schüler des Heinrich Ringerink, Zuschreibung
- Oland 1620 unbekannter Meister Flensburger Schule
- Oksbøl auf Alsen, Jörgen Ringnis, Schüler des Heinrich Ringerink, Zuschreibung
- Quern, 1604/1610, Meister der Angeliterwerkstatt, Schüler des Heinrich Ringerink, Zuschreibung – Angler Typ
- Rapstedt, Kanzelfragmente, nach 1605, Heinrich Ringerink Werkstatt
- Risum,  St.-Sebast-Kirche, 1635/1640, Zuschreibung an Johan Ringerink, Sohn des Heinrich Ringerink,
- Satrup, 1607, Heinrich Ringerink, Zuschreibung – Angler Typ
- Sonderburg, 1599, Henrik Ringerink in Flensburg – Ostflensburger Typ
- Sonderburg, Nils Tagsen/Sonderburg, Schüler des Heinrich Ringerink, Zuschreibung
- Sterup, 1626, Flensburger Schule Ringerink Werkstatt? – Angler Typ
- Struxdorf, 1617, Angeliterwerkstatt, Schule des Heinrich Ringerink, Zuschreibung – Angler Typ
- Süder-Fahrenstedt, 1604, Meister der Angeliterwerkstatt, Schüler des Heinrich Ringerink, Zuschreibung – Angler Typ
- Süderlügum, 1610, Heinrich Ringerink, Zuschreibung – Westflensburger Typ
- Thumby, 1620, Unbekannter Meister der Flensburger Schule, Ringerink Werkstatt? – Angler Typ
- Tinglev, 1615–1625, Heinrich Ringerink, Zuschreibung – Westflensburger Typ
- Tolk, 1604/1620, Meister der Angeliterwerkstatt, Schüler des Heinrich Ringerink Zuschreibung
- Uelsby, 1610/1620, Meister der Angeliterwerkstatt, Schüler des Heinrich Ringerink – Angler Typ